# Janis Joplin
Janis Lyn Joplin (Port Arthur, Texas, 19 de enero de 1943-Los Ángeles, California, 4 de octubre de 1970) fue una cantante estadounidense de rock y blues que se convirtió en un ícono hippie y de la contracultura en la década de los 60.
Considerada por la crítica especializada una de las mejores y más influyentes artistas de todos los tiempos, y la primera mujer estrella del rock and roll, sus discos se encuentran entre los más vendidos de la industria musical.
Falleció a la edad de veintisiete años, solo un par de semanas después que Jimi Hendrix, quien también falleció a los veintisiete años.

## Biografía y carrera

### Infancia y adolescencia (1943-1965)

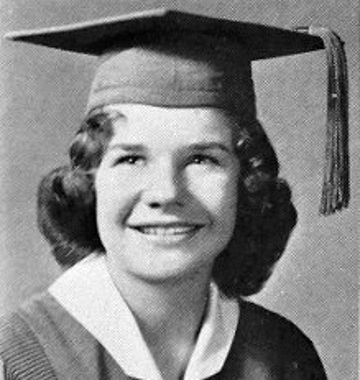
Joplin en su último año de escuela secundaria en 1960.

Nació el 19 de enero de 1943 en Port Arthur, localidad industrial de Texas. Sus padres, Seth (1910-1987), que trabajaba en una refinería, y Dorothy (1913-1998), que había destacado cantando en su instituto, habrían querido que Janis fuera maestra. Tenía 2 hermanos menores: Laura (1949) y Michael (1953).
Su familia solía asistir a la Iglesia de Cristo. 
Los Joplin sentían que Janis siempre necesitaba más atención que el resto de sus hijos.  
Su madre decía: «Ella era infeliz e insatisfecha. La relación no era la más adecuada». 
En su adolescencia se hizo amiga de un grupo de marginados a través de quienes tuvo acceso a discos de artistas de blues afroamericanos como Bessie Smith, Ma Rainey o Lead Belly, a quienes más tarde Joplin acreditó como influencia en su decisión de convertirse en cantante. 
Al comenzar a participar en un coro, fue conociendo otros cantantes de blues como Odetta, Billie Holiday y Big Mama Thornton. 
A los dieciséis años, comenzó a manifestar su amor por la música, frecuentando los bares de Luisiana, donde escuchaba música afroamericana, de blues y jazz.
Entre sus compañeros de clase estaban GW Bailey y Jimmy Johnson. 
Joplin se graduó de la preparatoria en 1960 y asistió a Lamar State College of Technology en Beaumont, Texas, durante el verano, y más tarde, en la Universidad de Texas en Austin, aunque no completó sus estudios. El periódico universitario, The Daily Texan, publicó un perfil de ella en la edición del 27 de julio de 1962, titulado «Ella se atreve a ser diferente». El artículo comenzó: «Ella va descalza cuando se siente como ella misma, lleva Levi's a clase porque son más cómodos, y lleva su Autoharp con ella dondequiera que va por lo que, en caso de que tuviera el impulso de romper a cantar, le será muy útil. Se llama Janis Joplin».
Cuando estudiaba Bellas Artes en la Universidad de Texas en Austin, comenzó a cantar de forma habitual en bares. Participaba frecuentemente con la banda Waller Creek Boys. Allí empezó a tener reputación de ser una fuerte bebedora. En 1963 se trasladó a la ciudad de San Francisco. Dejó Texas para ir a San Francisco «solo para estar lejos de Texas, porque mi cabeza estaba en un lugar muy diferente», dijo en enero de 1963 viviendo en Playa Norte y más tarde Haight-Ashbury. 
Estando allí conoció a muchos músicos con los que más tarde se reencontraría, como su amante Ron Pigpen McKernan (después, miembro de The Grateful Dead). En 1964 grabó un disco casero con Jorma Kaukonen, futuro guitarrista de Jefferson Airplane y Margareta Kaukonen en la máquina de escribir, utilizada como instrumento de percusión, registrando, con ello, una serie de estándares de blues. 
Fue en este periodo cuando comenzó a consumir drogas y se sumió, lentamente, en un estado de abandono, llegando a pesar 35 kilos. En 1965 le anunció a su familia que retomaría sus estudios universitarios, y que se casaría con un hombre que había conocido en San Francisco, llamado Peter LeBlanc; sin embargo la pareja no funcionó y Peter LeBlanc la abandonó; esto marcaría aún más su inseguridad afectiva y su sentimiento de soledad.

### Big Brother and the Holding Company (1965-1968)

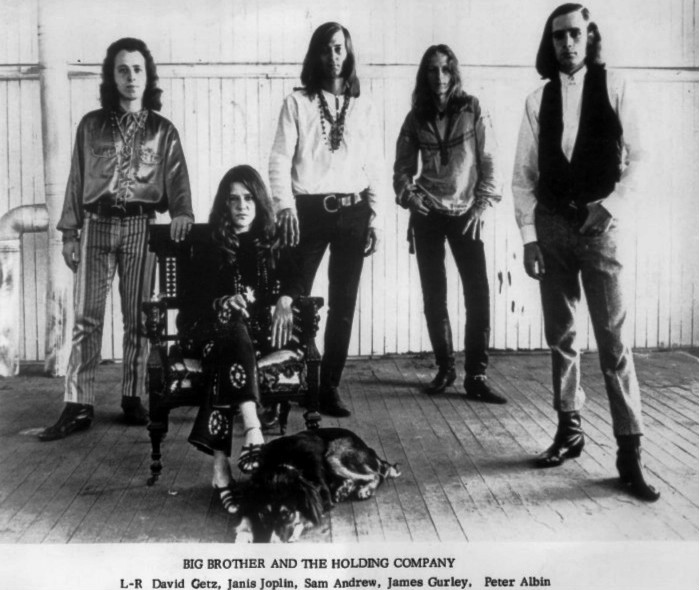
Janis Joplin y Big Brother and the Holding Company, c. 1966, 67.

Cansada de esperar a LeBlanc y de ser una chica buena, se mudó a San Francisco junto a Chet Helms, un productor que conoció en Texas. Se unió a la banda Big Brother and the Holding Company el 4 de julio de 1966, logrando una combinación perfecta. 
Chet Helms le ofreció que se uniese a la banda de la que era su mánager, y con la que finalmente grabaría su primer álbum, Big Brother and the Holding Company, que tuvo una importante repercusión. 
Joplin amaba la libertad creativa de la escena musical en San Francisco. Solía actuar junto con otros grupos psicodélicos como The Grateful Dead, Jefferson Airplane y Quicksilver Messenger Service en los famosos salones de baile Avalon Ballroom, Fillmore East y Fillmore West, o con festivales al aire libre en el Golden Gate Park y en Haight-Ashbury.
Actuó con su grupo en el Festival de Monterey de 1967 junto con algunos grandes artistas del momento como Jimi Hendrix, The Mamas and The Papas, Jefferson Airplane, Otis Redding y The Who, entre otros. Como la primera actuación de los Big Brother no había sido filmada, les pidieron que tocasen al día siguiente. Durante esa presentación, interpretaron Combination Of The Two; Janis dejó a la audiencia boquiabierta con una versión del emblemático blues de Big Mama Thornton, «Ball And Chain».
A partir de entonces fueron contratados por el productor de Bob Dylan, Albert Grossman. Joplin eclipsaba a los Big Brother. En la primavera de 1968, se trasladaron a Nueva York para grabar su primer disco. Aquella combinación de música repetitiva, de estilo psicodélico de los años 1960, con la imponente voz de Joplin, era prodigiosa y Cheap Thrills salió en agosto de 1968. Lanzando a Joplin al éxito, a los tres días se hizo disco de oro y en el primer mes se vendieron más de un millón de copias. En el 2003, Cheap Thrills se colocó en el lugar 338 de los 500 mejores álbumes de todos los tiempos.
Las críticas hacia Joplin fueron muy buenas y la prensa empezó a centrarse más en ella que en el grupo. Muchas de estas incidían en que era demasiado buena para el grupo. Así, su fama y protagonismo generaron tensión en el grupo. Ella, además, quería hacer un estilo más blues y soul, como las cantantes que veneraba —Bessie Smith, Billie Holiday o Aretha Franklin—. Todo ello provocó que, finalmente, acabara respondiendo a las presiones de su mánager, Albert Grossman, y dejando a Big Brother and the Holding Company.

### Kozmic Blues Band (1968-1969)

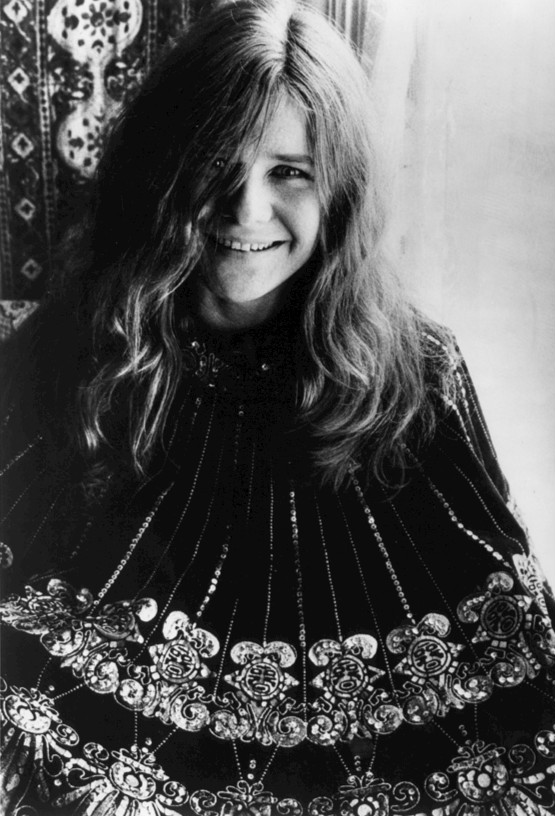
Joplin en 1969.

Juntos se pusieron a buscar los mejores músicos del país para crear el nuevo grupo. A principios de 1969 ya estaba creado, aunque los músicos variarían a lo largo del año. Se llevó con ella al guitarrista Sam Andrew de Big Brother and the Holding Company. 
Con su nueva banda, Kozmic Blues Band, salió su segundo disco, I Got Dem Ol' Kozmic Blues Again Mama!. El sonido era distinto a lo que sus oyentes estaban acostumbrados: era una mezcla de rock, soul y blues, y recibió malas críticas, la revista Rolling Stone la denominó la «Judy Garland del rock».
En abril, Janis y la Kozmic Blues Band fueron de gira por Europa, pasando por Fráncfort, Estocolmo, París, Londres, y algunos lugares más, donde el público la acogió muy calurosamente y ella regresó a Estados Unidos muy contenta, diciendo que el mejor concierto que había dado en su vida fue en Londres, donde la audiencia se volvió loca.
En ese año, a causa de la presión se enganchó a la heroína y comenzó a prodigarse en entrevistas, en las que terminaba hablando de su vida y de sus sentimientos. Decía que «hacía el amor con veinticinco mil personas en el escenario y luego se volvía a casa sola...». Cada vez dependía más del alcohol y de la heroína. Sin embargo, se había convertido en un símbolo de fuerza y de rebeldía para muchas mujeres de su época.
El 16 de agosto de 1969, actuó con enorme éxito en el festival de Woodstock, donde realizó dos repeticiones de «Ball and Chain» y «Piece of My Heart».
Los músicos de la banda eran solo profesionales, y Joplin quería que su banda fuese como una familia, como en Big Brother. Con el único que acabó conectando fue con el saxofonista Cornelius Snooky Flowers. A finales de 1969, Janis estaba ya destrozada y demasiado enganchada a la heroína y al alcohol, así que decidió tomarse un descanso y abandonar la banda. A finales de ese año la banda se separó. Su último concierto fue en el Madison Square Garden en Nueva York en la noche del 19 y 20 de diciembre de 1969.
En febrero de 1970, se fue de viaje con una amiga a Río de Janeiro por el carnaval, a desintoxicarse, por lo menos, de la heroína. Allí conoció a David Niehouse y se enamoraron, estuvieron unos meses por la selva de Brasil viajando como dos viejos beatniks en la carretera y al volver a San Francisco, David se instaló en casa de Janis.[cita requerida]

### Full Tilt Boogie Band
Albert Grossman, le propuso a Janis una nueva banda, la Full Tilt Boogie Band y Janis, ya desenganchada de la heroína, pero no del alcohol, aceptó. David Niehouse quería seguir viajando por el mundo y le ofreció que se marcharan juntos, pero ella prefirió quedarse con su audiencia y su música. Así, Joplin congenió muy bien con todos los miembros de la banda, ellos la querían y ella los quería.
En verano de ese año, Janis y su banda participaron en el Festival Express, junto con otros artistas importantes de la época cómo The Grateful Dead, Buddy Guy y The Band. 
En una fiesta de los Hell's Angels de San Francisco, ese mismo verano, conoció a Seth Morgan y se enamoró de él. En septiembre de 1970, se trasladó a Los Ángeles a grabar Pearl. El 3 de octubre de 1970 había sido un buen día en el estudio, y para celebrarlo salió de copas con sus compañeros y se emborrachó. Según el estudio forense, murió a la 1:40 del 4 de octubre por sobredosis de heroína. Joplin ya había pasado por experiencias similares y había salido con vida, pero esta vez no había nadie para ayudarla. Su cuerpo fue descubierto unas dieciocho horas después. Todos quedaron sorprendidos, pues pensaron que Janis ya no consumía, y estaba en la mejor época de su vida. 
En 1971, seis semanas después de su muerte, salió el disco Pearl; fue un éxito y se mantuvo en el número uno de ventas durante 14 semanas. Como homenaje, se dejó el tema «Mercedes Benz» a capela, ya que fue la última canción que Janis grabó; también se incluyó la canción «Buried Alive in the Blues» solo con música, sin la voz de Janis. 
El sencillo «Me and Bobby McGee», compuesto por Kris Kristofferson (con quien la cantante tuvo un romance) y Fred Foster, representó su mayor éxito, al ser la única canción de Janis Joplin en alcanzar el n.º 1 en el Billboard Hot 100, por una semana en marzo de 1971.
En 2003, Pearl se colocó en el lugar 122 de los 500 mejores álbumes de todos los tiempos.

## Vida personal
Se conoce que desde su adolescencia, tuvo serios problemas de personalidad y autoestima, relacionados con su aspecto físico.
Hay cierta tendencia generalizada a definirla como bisexual, a lo que se sumó su desenfrenado estilo de vida. Aunque, al parecer, tuvo más parejas femeninas que masculinas, Joplin nunca se describió a sí misma como lesbiana o bisexual, sino simplemente «sexual». Su vida sexual incluyó numerosos hombres y mujeres, en lo que se calificaban de «orgías animales». Estos aspectos hicieron que sus propios padres la rechazaran y rehusaran encontrarse con ella, en muchas ocasiones.
Quizás su pareja más estable y conocida fue Peggy Caserta, relación que causó su ruptura con el empresario David Niehaus. Caserta afirmó en su libro de 1973, Going Down With Janis, que ella y Joplin habían decidido separarse mutuamente en abril de 1970, para mantenerse alejadas cada una del uso de las drogas, algo que no consiguieron. Caserta era una exazafata de Delta Airlines y dueña de una boutique de ropa en Haight Ashbury. Ambas continuarían con su amistad, unidas por su fuerte adicción a la heroína, hasta la muerte de la cantante.
En sus últimos meses de vida, Janis Joplin estableció una fugaz relación con el estudiante de Berkeley Seth Morgan, joven de veintiún años, traficante de heroína y futuro escritor de novelas. Ambos se conocieron en agosto de 1970 en una fiesta en el bar Hell's Angels de San Francisco. Para ese entonces, Joplin residía en el Landmark Motor Hotel en Hollywood Heights, Los Ángeles (lugar donde fue encontrada sin vida dos meses después), sitio en el cual se estableció previo a las sesiones de grabación de Pearl en el Sunset Sound Recorders.
Morgan y Joplin incluso anunciaron a inicios de septiembre de 1970 sus planes para casarse e invitaron a la ceremonia a todos los músicos que participaban en el estudio.
Tras una vida problemática, el 17 de octubre de 1990, Morgan falleció en un accidente de tránsito cuando conducía su motocicleta en compañía de su novia, ambos bajo los efectos del alcohol y la cocaína.
En 1974, Leonard Cohen publicó el álbum New Skin for the Old Ceremony incluyendo la canción «Chelsea Hotel #2», donde describe su aventura con Janis Joplin en el Hotel Chelsea de Nueva York.

## Muerte
Las circunstancias que ocasionaron la muerte de la cantante fueron confusas, y aún hoy en día despiertan diversas hipótesis; el sábado 3 de octubre de 1970, Joplin visitó el estudio de grabación Sunset Sound Recorders en Los Ángeles, para escuchar la parte instrumental de «Buried Alive in the Blues», antes de grabar su pista vocal programada para el día siguiente. En algún momento de ese mismo día, le comunicaron por teléfono que su prometido, Seth Morgan, estaba en su casa jugando al billar con otras mujeres que había conocido ese sábado. En el estudio expresó su enfado por la noticia, y porque la noche anterior no había cumplido con su promesa de ir a visitarla. A pesar de ello, manifestó alegría por el progreso de la grabación. Por la noche, junto con el miembro de la banda Ken Pearson, salieron del estudio hacia el bar Barney's Beanery. Después de la medianoche los llevó a su casa y luego se retiró a su habitación en el Landmark Motor Hotel.
Al día siguiente, el domingo 4 por la tarde, Joplin no apareció en el estudio según lo convenido, por lo que el productor Paul Rothchil comenzó a preocuparse. El administrador y representante de la banda Full Tilt Boogie, John Cooke, decidió visitarla y encontró su automóvil Porsche descapotable en el aparcamiento. Al entrar a la habitación, la encontraron muerta, tirada en el suelo a un lado de su cama. La causa oficial de su muerte fue una sobredosis de heroína, probablemente bajo los efectos del alcohol. Cooke cree que Joplin accidentalmente recibió heroína con una concentración más alta a la normal, debido a la sobredosis de otros adictos en esa semana. 
El episodio habría ocurrido alrededor de la 1:45 del día 4 de octubre. Se dice que esto le sucedió en otras ocasiones, pero esta vez no hubo nadie que la ayudara. Algunas circunstancias que rodearon su muerte nunca se explicaron, como la pureza extrema que tenía la droga que la mató y que las jeringas usadas no se encontraron; se especuló incluso que pudo haber una persona involucrada. Su amiga Peggy Caserta admitió que, al igual que Seth Morgan, había prometido visitar a Joplin la noche del viernes 2 de octubre, pero se había ido de fiesta con otros consumidores de drogas que estaban alojados en un hotel de Los Ángeles. De acuerdo con su libro Going Down With Janis, Caserta escuchó del distribuidor que les vendió la heroína a ella y Joplin el sábado, que la artista le expresó su tristeza por dos amigos que la habían abandonado la noche anterior.
La canción «Buried Alive in the Blues» quedó inconclusa con la trágica muerte de la cantante, aunque fue finalmente incluida como un tema instrumental en Pearl, a manera de un homenaje póstumo. Joplin fue incinerada en la funeraria Pierce Brothers Westwood Village en Los Ángeles. Sus cenizas fueron esparcidas desde un avión en el océano Pacífico a lo largo de Stinson Beach. El único servicio fúnebre tuvo un carácter privado, ya que solo asistieron los padres de Joplin y su tía materna.
En su testamento, Joplin dejó 2500 dólares para realizar una fiesta en su honor en caso de su desaparición. Alrededor de 200 personas recibieron invitaciones para la fiesta que decía: «Las bebidas son por Pearl», una referencia al apodo de la cantante. El evento, que tuvo lugar el 26 de octubre de 1970, fue en Lion's Share, localizado en San Anselmo, California. Contó con la presencia de su hermana Laura y amigos cercanos de Joplin, como el artista del tatuaje Lyle Tuttle, el prometido de Joplin, Seth Morgan, Bob Gordon, y su mánager de gira John Cooke. Se repartieron brownies mezclados con hachís entre los asistentes.

## Legado
Janis Joplin fue conocida por su poderosa voz y la gran intensidad de su interpretación. Tras publicar tres álbumes, murió de una sobredosis de heroína a la edad de veintisiete años. Un cuarto álbum, Pearl, fue publicado en enero de 1971, tres meses después de su muerte. Aun a pesar de que se encontraba todavía en fase de elaboración, este álbum fue un éxito de ventas, alcanzando el número uno en las listas de Billboard.
En 1967, Joplin saltó a la fama durante una presentación en el Monterey Pop Festival, donde fue la cantante principal de la entonces poco conocida banda de rock psicodélico de San Francisco, Big Brother and The Holding Company. Después de lanzar dos álbumes con la banda, dejó Big Brother para continuar como solista con sus propios grupos de apoyo, primero Kozmic Blues Band y luego Full Tilt Boogie Band. Apareció en el Festival de Woodstock y en el recorrido del tren Festival Express. Cinco singles de Joplin fueron a Billboard Hot 100, incluyendo una versión de la canción «Me and Bobby McGee», que alcanzó el número 1 en marzo de 1971. Sus canciones más populares son versiones de «Piece of My Heart» (con Big Brother and The Holding Company), «Cry Baby», «Down on Me», «Ball 'n' Chain» y «Summertime»; y su canción original «Mercedes Benz», su última grabación.
Joplin fue un símbolo femenino de la contracultura de la década de 1960 y la primera mujer en ser considerada una gran estrella del rock and roll. En 1995 entró en el Salón de la Fama del Rock and Roll y en 2004 la revista Rolling Stone la colocó en el lugar 46 de los 100 mejores artistas de todos los tiempos; mientras que en 2008 la ubicó en el puesto 28 de los mejores cantantes de todos los tiempos. En 2013 recibió una estrella en el Paseo de la Fama de Hollywood. En 1999, fue elegida como la tercera mejor artista femenina del rock en la lista 100 Greatest Women in Rock realizada por VH1. Audiencias y crítica resaltaron su manera diferente de estar en escena, catalogándola de «eléctrica» o como un «nuevo sentido de libertad salvaje».
Janis Joplin sigue siendo uno de los músicos más vendidos en los Estados Unidos, contando con certificaciones de la Asociación de la Industria de la Grabación de América por 15,5 millones de álbumes vendidos tan solo en los Estados Unidos.

## Discografía

### Álbumes de estudio

#### Big Brother and the Holding Company
- Big Brother & the Holding Company (1967)
- Cheap Thrills (1968)

#### Kozmic Blues Band
- I Got Dem Ol' Kozmic Blues Again Mama! (1969)

#### Full Tilt Boogie
- Pearl (1971)

### Álbumes en directo
- In Concert (1972)
- Live in Amsterdam (1974)
- Live in Honolulu (1975)
- Live at Winterland '68 (1998)
- Live at Woodstock: August 19, 1969 (1999)
- Live with Big Brother and the Holding Company (2005)
- The Woodstock Experience (2009)
- Live at the Carousel Ballroom 1968 (2012)

### Álbumes recopilatorios
- Janis Joplin's Greatest Hits (1973)
- Janis (1975)
- Wicked Woman (1976)
- Anthology (1980)
- Farewell Song (1982)
- Janis (1993)
- This is Janis Joplin (1995)
- 18 Essential Songs (1995)
- The Collection (1995)
- Box of Pearls (1999)
- Rare Pearls (1999)
- Super Hits (2000)
- Love, Janis (2001)
- Essential Janis Joplin (2003)
- Very Best of Janis Joplin (2003)
- The Lost Tapes (2008)
- The Woodstock Experience (2009)
- Playlist: The Very Best of Janis Joplin (2010)
- Move Over! (2011)
- Blow All My Blues Away (2012)
- The Pearl Sessions (2012)

## En la cultura popular

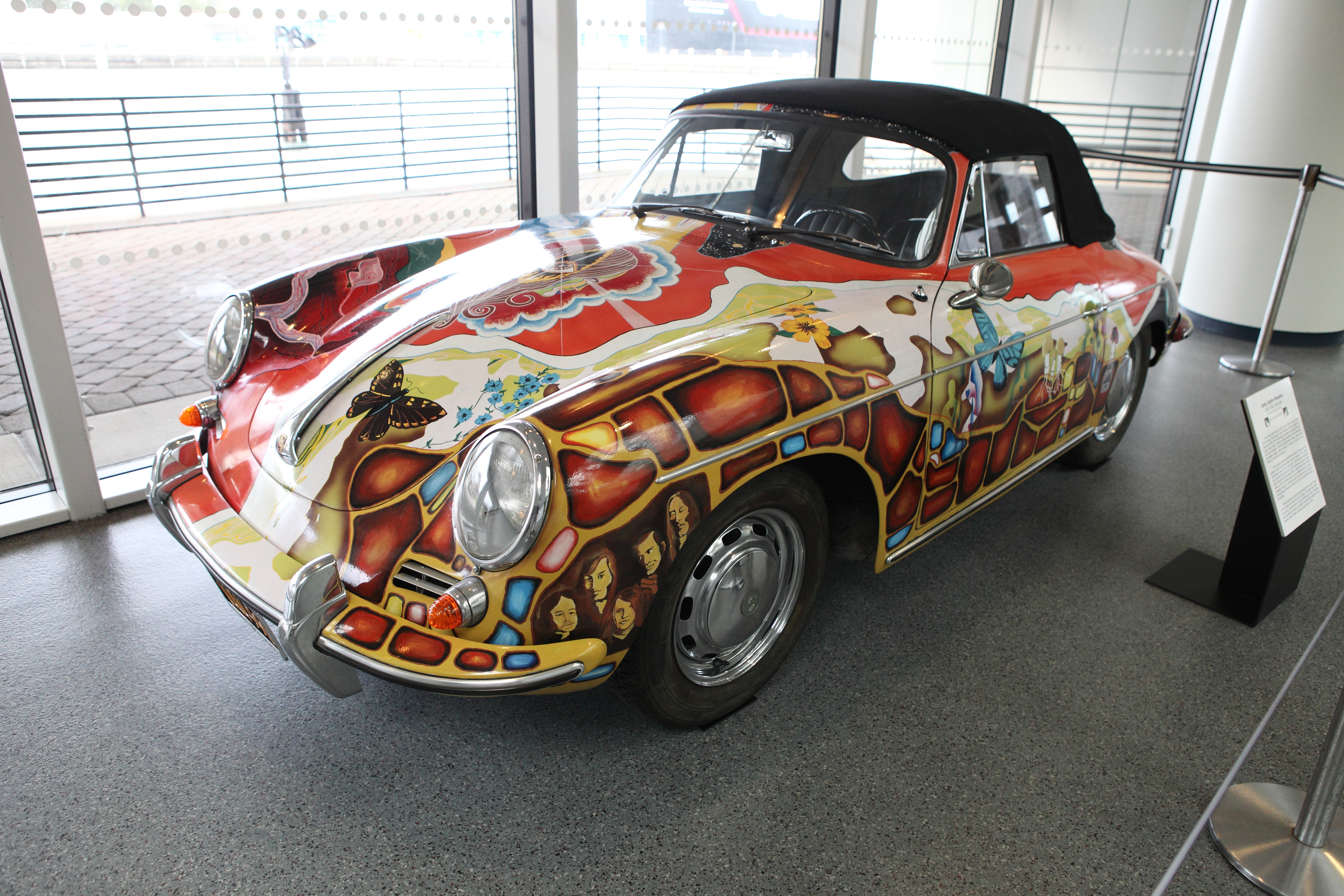
Porsche 356 de Janis Joplin en el Salón de la Fama del Rock and Roll.

- Janis, The Way She Was (1974), documental canadiense dirigido por Howard Alk muestra los momentos musicales más trascendentes de la vida de la artista, además de segmentos de entrevista, por lo cual se considera un documento histórico/sociológico muy interesante.
- La película La rosa (1979), protagonizada por Bette Midler, está inspirada en la vida real de Janis Joplin.
- En 1994, se realizó un documental titulado Janis Joplin Slept Here que trataba de investigar los mitos y leyendas en torno a su figura.
- En 2003, se estrenó la película Janis y John, en la que el protagonista tenía que hacer creer a su primo que sus ídolos musicales de los sesenta (Janis Joplin y John Lennon) habían venido a visitarle.
- En 2007, se lanzó Buried Alive In The Black, un tributo a Janis Joplin de vocalistas femeninas de metal, que incluye a Angela Sin, Liv Kristine y a Sarah Jezebel Deva de Cradle of Filth, entre otras.
- Desde finales de los noventa se ha estado considerando la idea de realizar una película biográfica sobre Janis Joplin, con la cantante Melissa Etheridge. En 2006, se acordó producir una película sobre la vida de Janis, llamada Gospel According to Janis, protagonizada por Zooey Deschanel.
- En la película musical Beatle Across the Universe (2007), el personaje de Sadie es un notable tributo a Janis Joplin.
- En 2015, se estrenó el documental Janis: Little Girl Blue, dirigido por Amy Berg y narrado por Cat Power.
- Forma parte del llamado Club de los 27.
- Era propietaria de un Porsche 356 Cabriolet 1600 SC de 1964, el cual era originalmente blanco, aunque posteriormente ordenó a su amigo y artista Dave Roberts que lo repintara, plasmando una obra con motivos psicodélicos que fue bautizado como "La Historia del Universo".[18]

### De Janis Joplin
- Canciones de Janis Joplin. Editorial Fundamentos. 2003. ISBN 84-245-0305-8
- Janis Joplin, Memorial. Celeste Ediciones, 1995. ISBN 84-8211-050-0

### Sobre Janis Joplin
- Muniesa, Mariano: Janis Joplin. Cátedra. Madrid. 2002. ISBN 84-376-1967-X
- Echols, Alice: Janis Joplin. Circe Ediciones. 2001 ISBN 84-7765-197-3
- Blay, Arturo: Janis Joplin, Editorial La Máscara 1998 ISBN 84-7974-576-2
- Dalton, David. Janis Joplin. Ultramar Editores, 1987 ISBN 84-7386-450-6
- Friedman, Myra. Janis Joplin (una biografía). Editorial Fundamentos, ISBN 84-245-0190-X
- Amburn, Ellis. Pearl: The Obsessions and Passions of Janis Joplin: A Biography. NY: Warner Books, 1992. ISBN 0-446-39506-4.
- Caserta, Peggy. Going Down with Janis: Janis Joplin's Intimate Story. Dell: 1974. ASIN: B000NSBNMI.
- Dalton, David. Piece of my Heart: A Portrait of Janis Joplin. NY: Da Capo Press, 1991. ISBN 0-306-80446-8.
- Echols, Alice. Scars of Sweet Paradise: The Life and Times of Janis Joplin. NY: Henry Holt, 1999. ISBN 0-8050-5394-8.
- Friedman, Myra. (1992). Buried Alive: The Biography of Janis Joplin. NY: Harmony Books. ISBN 0-517-58650-9.
- Joplin, Laura. Love, Janis. NY: Villard Books, 1992. ISBN 1-888358-08-4.
- Stieven-Taylor, Alison. Rock Chicks. Sídney: Rockpool Publishing, 2007. ISBN 978-1-921295-06-5.